# Wilczopole
Wilczopole – wieś w Polsce położona w województwie lubelskim, w powiecie lubelskim, w gminie Głusk.
Wieś szlachecka położona była w drugiej połowie XVI wieku w powiecie lubelskim województwa lubelskiego. W latach 1975–1998 miejscowość administracyjnie należała do ówczesnego województwa lubelskiego.
Wieś stanowi sołectwo gminy Głusk. Według Narodowego Spisu Powszechnego z roku 2011 wieś liczyła 989 mieszkańców.

## Historia
Wilczopole dawniej Wilczepole. Ale także w 1398 „Wilczepolie”, 1409 „Wylczepole”, „Vilcepole”, 1416 „Wylczopole”, 1470-80 „Wylcze Polye”.
Własność szlachecka 1398 w części Sieciecha z Abramowic. 1409-20 Dziersława pisanego z Wilczopola. W okresie wieku XIV wieś wielokrotnie jest przedmiotem sukcesji, zastawów koligacji rodzinnych. W wieku XV wieś w większości działów – bez kmieci, działy należą do ośmiu posiadaczy
Wieś odnotowana w roku 1398 kiedy to Sieciech z Abramowic za zgodą swych poddanych z Wilczpola nadaje dziesięciny snopowe z ich ról nowo ufundowanemu kościołowi w Abramowicach. W roku 1451 Kazimierz Jagiellończyk przenosi wieś Wilczopole należącą do braci Franka, Miecława i Wojciecha na prawo magdeburskie.
Według Słownika geograficznego Królestwa Polskiego z roku 1887 Wilczopole stanowi wieś z folwarkiem w powiecie lubelskim, gminie Zemborzyce, parafii Abramowice, odległe 9 wiorst od Lublina. Folwark mający 1959 mórg obszaru, został rozparcelowany w r. 1887 na 19 części. Większe folwarczki mają: 194, 264, 150, 114, 79, 61, 263, 79 mórg. Wieś ma 37 osad 465 mórg.
Według spisu z 1827 roku było 51 domów i 365 mieszkańców. Wieś tę wspomina już Długosz w opisie parafii Abramowice (Długosz L.B. t.II, s.540). Według registru poborowego powiatu lubelskiego z r. 1531 wieś Wilczopole miała 14 posiadaczy, 10 i pół łana należące do szlachty i 3 łany kmiece. W r. 1676 Adam Pszczółka Wilczopolski płaci tu pogłówne od 4 osób z rodziny, 13 osób służby dworskiej, 28 poddanych, 2 żydów, Starosta Iżycki od 29 poddanych, Franciszek Wilczopolski Pawłowicz od 1 osoby służby szlacheckiej i 12 poddanych, Prandota Wilczopolski od 1 służby szlacheckiej, 17 poddanych, Gruszecki od 2 szlachty i 20 poddanych i dworu Prócz tego mieszkały tu trzy wdowy i trzech ze szlachty z rodzinami, bez poddanych (Pawiń.. Małop.. 354, 364, 2a).
W Wilczopolu, w pasie drogi powiatowej Wilczopole – Kliny, ok. 100 m przed kościołem jadąc od strony Klin, po stronie lewej, przy jednej z posesji rośnie okaz jałowca pospolitego, ustanowiony w 1977 r. pomnikiem przyrody. Jest to okaz drzewiasty, wyjątkowo duży, wysokości 7 m. Obwód jego pnia wynosił 102 cm (wg innych danych: 85 cm).